# 訃報 1997年
訃報 1997年（ふほう 1997ねん）は、1997年（平成9年）中に物故した人物をまとめたものである。詳細は月別訃報記事を参照のこと。

## 月別の訃報記事一覧
- 訃報 1997年1月
- 訃報 1997年2月
- 訃報 1997年3月
- 訃報 1997年4月
- 訃報 1997年5月
- 訃報 1997年6月
- 訃報 1997年7月
- 訃報 1997年8月
- 訃報 1997年9月
- 訃報 1997年10月
- 訃報 1997年11月
- 訃報 1997年12月

## 関連書籍
- 『現代物故者事典（1997 - 1999）』日外アソシエーツ、2000年3月24日。ISBN 978-4-8169-1595-6。